# Benigno Ferreira
Benigno Asunción Ferreira (Limpio, 1846 — Assunção, 1920) foi um advogado, militar e político paraguaio, presidente do país de 25 de novembro de 1906 a 4 de julho de 1908.
Criado na Argentina, lutou ao lado do exército platense na Guerra do Paraguai, chegando ao posto de General. Foi ministro dos presidentes Cirilo Antonio Rivarola e Salvador Jovellanos. Foi deposto da presidência pelo Coronel Albino Jara, assumindo em seu lugar Emiliano González Navero.